# Allognosta pleuralis
Allognosta pleuralis är en tvåvingeart som beskrevs av James 1969. Allognosta pleuralis ingår i släktet Allognosta och familjen vapenflugor. Inga underarter finns listade i Catalogue of Life.